# Плужникове
Плу́жникове —  село в Україні, в Сумській області, Роменському районі. Населення становить 23 особи. Входить до складу Роменської міської громади. До 2020 орган місцевого самоврядування - Галківська сільська рада.

## Географія
Село Плужникове розташоване в балці Холодний Яр, за 4.5 км від лівого берега річки Ромен.
Селом тече струмок, що пересихає.
На північно-західній околиці села бере початок річка Безіменна, ліва притока Ромену.

## Історія
Село постраждало внаслідок геноциду українського народу, проведеного урядом СРСР 1923-1933 та 1946-1947 роках.
12 червня 2020 року, відповідно до розпорядження Кабінету Міністрів України № 723-р «Про визначення адміністративних центрів та затвердження територій територіальних громад Сумської області», село увійшло до складу Роменської міської громади.
19 липня 2020 року, в результаті адміністративно-територіальної реформи та ліквідації Роменського району(1930—2020), увійшло до складу новоутвореного Роменського району.